# David Ankarloo
David Ankarloo, ursprungligen Dufva, född den 26 mars 1687, död 29 januari 1765 i Karlskrona, var en svensk amiral.

## Biografi
David Ankarloo var son till Jonas Dufva, adlad Ankarloo och Maria Wessman. Hans militära bana inleddes när han år 1704 blev extraordinarie konstapelmatros vid amiralitetet. Året därefter trädde han in i holländsk tjänst, i vilken han också blev konstapelmatros. Efter att han återvänt till svensk tjänst var han en kortare tid på fregatten Postiljon innan han år 1710 blev konstapel på linjeskeppet Göta Lejon. Under de närmst kommande åren blev han underlöjtnant vid amiralitetet och överlöjtnant vid amiralitetet, i vilka funktioner han tjänade på ett stort antal skepp. Han blev skeppskapten år 1717 och förde därefter befäl på efter varandra Prins Karl, Göja och Örns Prins. Han avancerade till amiral och amiralitetsråd innan han avled i Karlskrona. Ankarloo är begravd i Karlskrona där man på hans grav kan läsa: "De ben , som på flytande plankor besökt själva Indien , ligga nu stängda inom dessa bräder . De äro kvarlefvor af honom , som i lifstiden ej annat kunde än vara konungens högtbetrodde man , amiral , amiralitetsråd och riddare , wälborne Herr David Ankarloo ."

## Familj

### Giftermål och barn
David Ankarloo var gift två gånger.
Han gifte sig första gången 1712 med Ingeborg Bering (1793–?) och fick med henne åtta barn: Maria Christina (1714–1766), gift Brinck; Jonas (1716–1728); Metta Catharina (1718–1765), gift Åberg; Sofia Beata (1720–1783), gift Wernberg; Anna Elisabet (1722–1740); Ingrid Maria (1725–1761), gift Blässing; Ingeborg Helena (1728–1733); David (1730).
Han gifte sig andra gången 1737 med Eva Catharina Humble (1720–1797) och fick med henne åtta barn: Maria Elisabet (1738–1813), gift Staare; Jonas (1740–1766); David (1741–1780); Ingeborg Sofia (1743); Ingeborg Sofia (1746); Carl Gustaf (1747–1782); Håkan Adolf (1749–1764); Fredrik Magnus (1750–1782).

### Sönerna
Av de fem söner som överlevde barndomen blev samtliga sjömilitärer och samtliga omkom i denna tjänst. Jonas (1740–1766) omkom efter ett åsknedslag i skeppet; David (1741–1780) omkom till följd av skador efter träffningen vid Ibiza; Carl Gustaf (1747–1782) omkom under en resa till Ostindien; Håkan Adolf (1749–1764) omkom då han drunknade i Kalmar; Fredrik Magnus (1750–1782) omkom under sjöslaget vid Trincomalee.